# ТЕС Тан-Тан
ТЕС Тан-Тан – теплова електростанція на крайньому півдні Марокко (якщо не враховувати територію Західної Сахари). Розташована на атлантичному узбережжі країни поблизу міста El Ouatia та порту Тан-Тан (за два десятки кілометрів на захід від спорудженого у сахарській ваді міста Тан-Тан). 
У 1992 році на майданчику станції ввели в експлуатацію 3 газові турбіни італійської компанії Nuovo Pigone типу MS6001B з одиничною потужністю 34 МВт. Враховуючи відсутність в Марокко суттєвих джерел газопостачання (розробка з 1987 року найбільшого родовища країни Мескала могла забезпечити лише невеликий оточуючий район) теплоелектростанцію Тан-Тан запроектували для роботи на нафтопродуктах.
В 2007-му ці турбіни демонтували те перевезли на контрольовану марокканцями територію Західної Сахари для встановлення на ТЕС Ель-Аюн. Замість них у 2008-2009 роках на майданчику станції змонтували 7 дизель-генераторів фінської компанії Wartsila загальною потужністю 116 МВт.  